# Strada secondaria 503
La strada secondaria (numero) 503 (slovacco: cesta II. triedy 503, corto II/503) è una strada secondaria della Slovacchia che conduce da Šamorín a Záhorská Ves. La sua lunghezza totale è di 83,825 km e passa attraverso la regione di Bratislava e quella di Trnava.

## Percorso

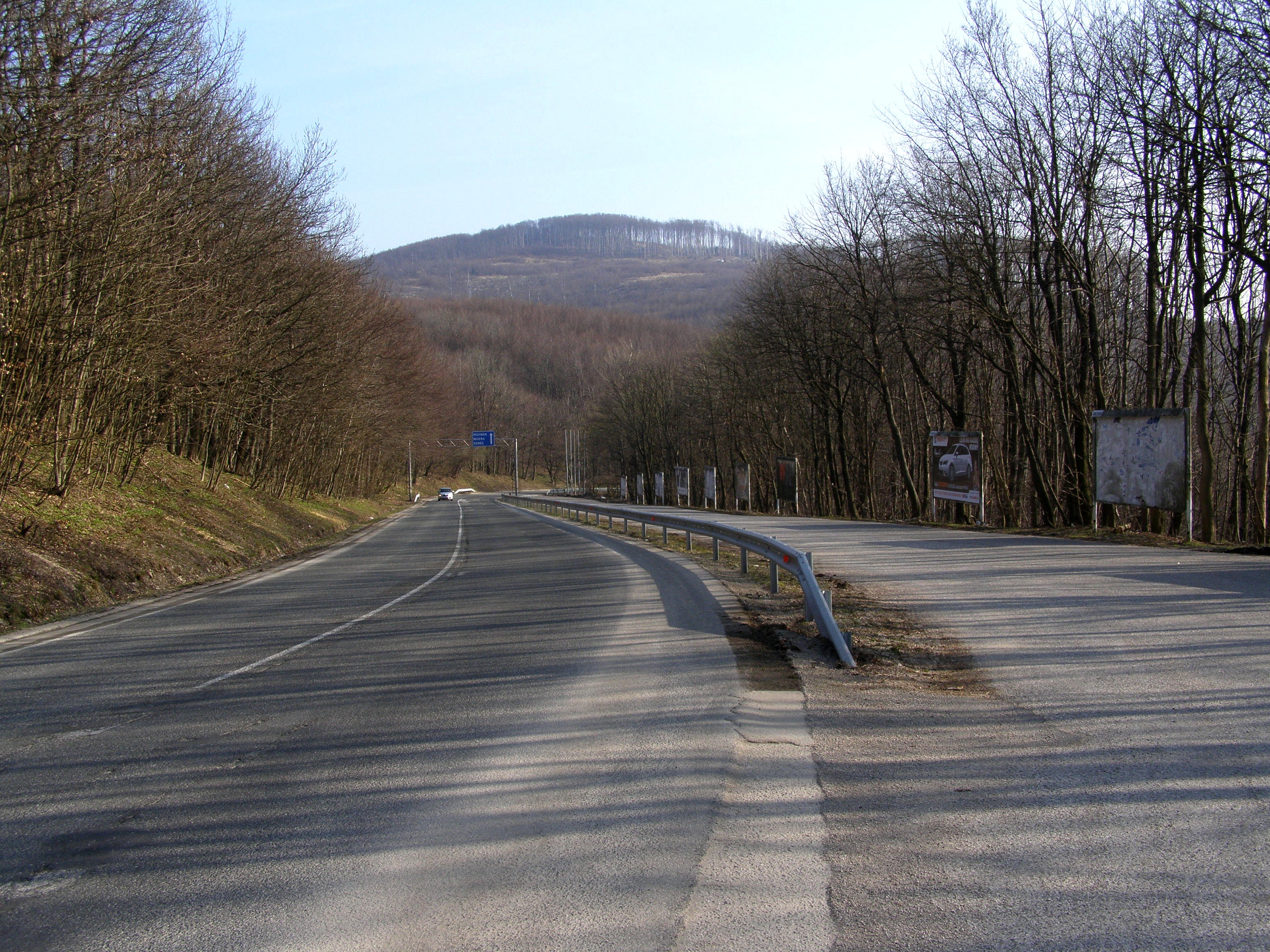
La strada a Pezinská Baba

La strada II/503 inizia a Šamorín all'incrocio con la I/63. Segue l'intersezione con III/1375, con III/1408 a Kvetoslavov, con III/1409 e con II/572. Seguono il villaggio di Hubice (III/1410) e Zlaté Klasy (III/1411 e II/510). La strada entra poi nel distretto di Senec. Prima di arrivare a Senec, si interseca con III/1060, III/1065, III/1067 e con III/1061.  A Senec, la II/503 si interseca con la I/61, la I/62 e con la III/1062. Dopo Senec, si interseca con D1. La strada prosegue poi per il distretto di Pezinok, in Viničné si interseca con III/1084 e a Pezinok con II/502. La II/503 poi passa da Pezinská Baba a distretto di Malacky, si interseca con II/501, con D2, a Malacky interseca con II/590 e I/2. A Kostolište si interseca con III/1114, prosegue per incroci con III/1107, III/1115, III/1106 e termina nel villaggio di Záhorská Ves al valico di frontiera con l'Austria (traghetto).